# William Mulready

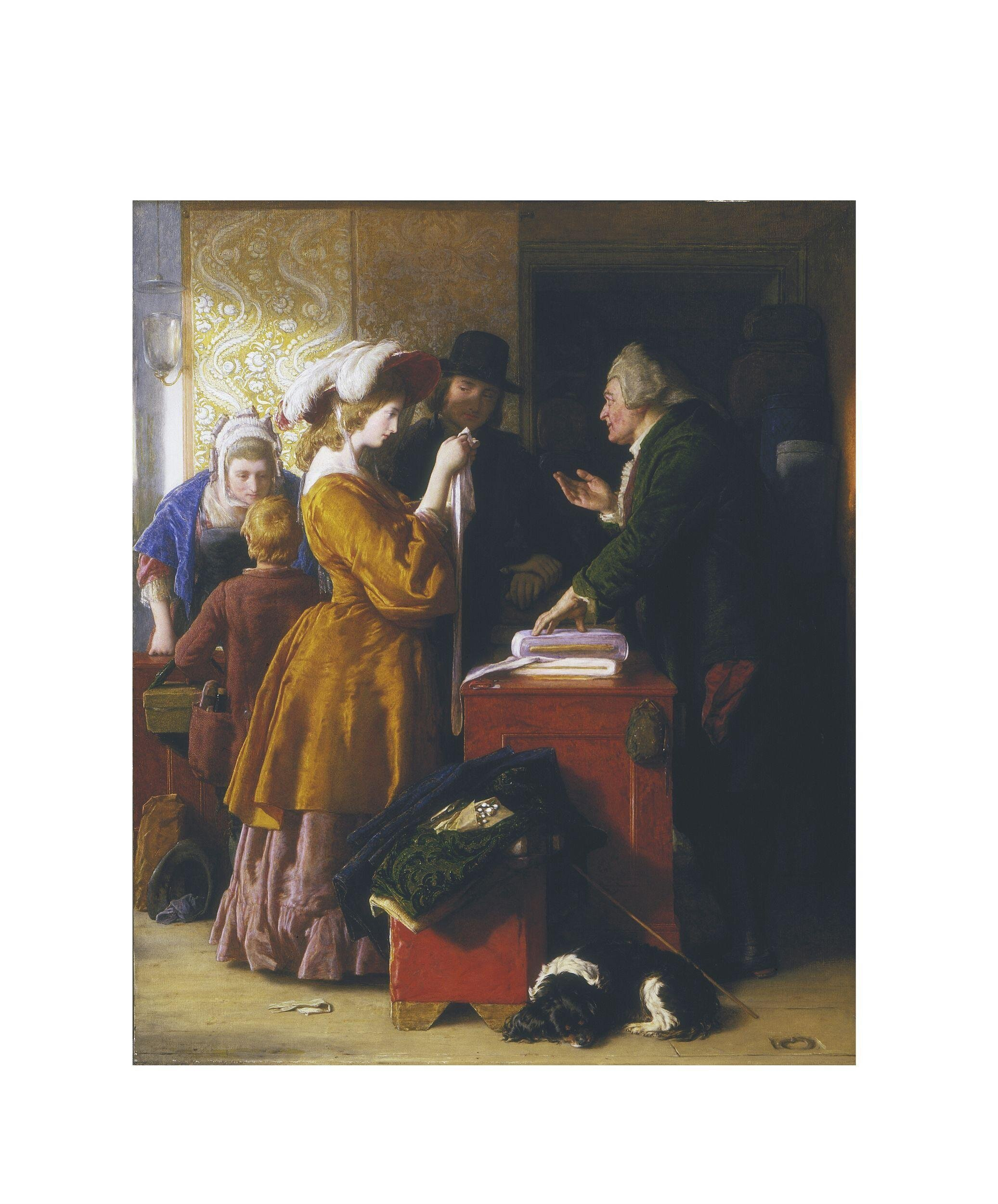
Eligiendo el vestido de novia
ilustrando el capítulo 1 del Vicario de Wakefield por Oliver Goldsmith.

William Mulready (Ennis, Condado de Clare, 1 de abril de 1786 – Bayswater, Londres 7 de julio de 1863) fue un pintor de género irlandés que vivió en Londres. Es conocido sobre todo por sus pinturas idealizadas de escenas rurales. Aunque nacido en Irlanda, se trasladó a Londres siendo niño (1792), lo que le permitió obtener una educación y ser formado en pintura suficientemente bien como para ser aceptado en la Escuela de la Royal Academy a la edad de catorce años. En 1815 fue elegido miembro de la Royal Academy. El mismo año, fue premiado con la Legión de honor francesa. Sus pinturas más destacadas se encuentran en el Museo Victoria y Alberto y en la Tate Gallery. 
- Datos: Q1230745
- Multimedia: William Mulready / Q1230745